# Valeria Sarmiento
Valeria Sarmiento (Valparaíso, 1948), é uma realizadora, argumentista e montadora chilena premiada em vários festivais internacionais de cinema. É membro da  Academia de Artes e Ciências Cinematográficas de Hollywood desde 2019. Também é conhecida por ter colaborado como co-argumentista e montadora em vários dos filmes realizados por Raúl Rúiz de quem enviuvou em 2011.

## Biografia
Valeria Sarmiento, nasceu em Valparaíso, no Chile em 1948. 
Em 1968, inscreveu-se no curso de cinema na escola de cinema de Valparaíso e enquanto estudava filosofia na Universidade do Chile.  No ano seguinte casa com Raúl Ruíz, com quem irá colaborar como montadora e co-argumentista em muitos dos seus filmes, até à morte deste em 2011. 
Estreia-se como realizadora em 1972, com o documentário Un sueño como de colores, onde documenta a vida stripers de famosos cabarets chilenos. 
Após o golpe de estado que resultou na ascensão ao poder o general Pinochet e na morte do presidente chilena Salvador Allende, Sarmiento e Ruíz, deixam o país e encontram asilo em Paris.  É em França que realiza a curta-metragem Dueña de Casa em que retrata a alienação das mulheres burguesas em relação à realidade que as cercava e a sua reacção contra a Unidade Popular, a coaligação de esquerda liderada por Allende. 
Fica conhecida internacionalmente com El Hombre cuando es hombre, filmado na Costa Rica. Nele critica e satiriza o machismo e romantismo presentes na cultura latina-americana, a co-dependência entre eles e a forma de como influenciam as relações entre homens e mulheres.  O sucesso obtido com este documentário junto dos críticos europeus, abre-lhe as portas para a realização da sua primeira longa-metragem de ficção, intulada O Nosso Casamento, com o qual ganha o Gran Prémio Donostia para Novos Realizadores no Festival Internacional de Cinema de San Sebastian de 1984. 
Ao longo da sua carreira, Valeria Sarmiento irá realizar e montar dezenas de filmes, muitos deles filmados no Chile, França e em Portugal. Neste último, encontra-se entre as cinco realizadoras que têm filmes entre os mais vistos no país, uma vez que As Linhas Wellington (seleccionado para representar Portugal nos Oscares de 2013) foi visto por mais de 50.000 pessoas nos cinemas portugueses. 

## Prémios e Reconhecimento
Em 1984, recebeu o Gran Prémio Donostia para Novos Realizadores no Festival Internacional de Cinema de San Sebastian, pelo filme O Nosso Casamento. 
Ganhou, em 1988, uma Guggenheim Fellowship for Creative Arts, Latin America & Caribbean da Fundação John Simon Guggenheim na categoria cinema. 
A sua longa-metragem As Linhas de Wellington foi, em 2013, nomeada para representar Portugal nos Oscares de 2013.  Já a adaptação do filme para televisão que recebeu o título de As Linhas de Torres, transmitida pela RTP, ganhou em 2014 o Prémio Autores para Melhor Programa de Televisão de Ficção, atribuído pela Sociedade Portuguesa de Autores. 
No Festival Internacional de Cinema de Mar del Plata de 2017, obteve uma Menção Especial na categoria de Melhor Filme Latino-Americano por La telenovela errante.  Com este, filme também obteve o Prémio da Critica Independente para Realização no 70º Festival Internacional de Cinema de Locarno onde estreou. 
Tornou-se membro da Academia de Artes e Ciências Cinematográficas de Hollywood em 2019. 
A Casa da Arte da Universidad de Concepción nomeou-a Visita Distinguida em 2021, pelo seu trabalho na área do cinema. 

## Filmografia Seleccionada
Realizou os filmes: 
- 1972 - Un Sueño Como de Colores
- 1972 - Poesía Popular: La Teoría y la Práctica, co-realizado com Raúl Ruíz
- 1975 - La Dueña de Casa
- 1979 - Gente de todas partes, gente de ninguna parte, documentario sobre os chilenos que se exilaram em França [11]
- 1982 - El Hombre cuando es hombre [21]

- 1984 - O Nosso Casamento [14]
- 1991 - Amelia Lópes O'Neill [33]
- 1992 - El Planeta de los Niños, documentário
- 1995 - Elle, co-argumentista Raúl Ruiz [33]
- 1998 - A Stranger in Strasbourg
- 1999 - Mon premier french cancan, documentário
- 2002 - Rosa La China [34]
- 2004 - Au Louvre avec Miquel Barceló, documentário
- 2008 - Secretos
- 2012 - As Linhas de Wellington, com argumento de Carlos Saboga [35][36]
- 2014 - Diario de mi residencia en Chile: María Graham
- 2017 - La telenovela errante, co-realizado com Raúl Ruiz
- 2018 - O Caderno Negro
- 2020 - El tango del viudo y su espejo deformante, iniciado em 1967 por Raúl Ruíz foi concluído por Valeria Sarmiento [37][38]
- 2021 - Detrás de la lluvia

Ficou também conhecida como montadora tendo trabalhado como tal na maior parte dos filmes realizados por Raúl Ruíz e por outros realizadores como: Jean Rouch, Luc Moullet, Robert Kramer, Percy Matas, Ventura Pons  
- 1978 - Ocaña, retrat intermitent, de Ventura Pons [39]

- 1980 - Guns, de Robert Kramer [40]

- 1983 - Les minutes d'un faiseur de film, realizado por Luc Moullet [41]

- 1986 - Icebreaker, realizado por Jean rouch, Raoul Ruiz e Titte Törnroth [42]

- 2000 - Combate de Amor em Sonho, realizado por Raúl Ruiz
- 2010 - Mistérios de Lisboa, realizado por Raúl Ruiz